# Плацента (альбом)
«Плацента» — третий студийный альбом российской певицы Линды. Диск был выпущен лейблом «Кристальная музыка» 27 мая 1999 года. Запись альбома проходила в первой половине 1999-го года. Продюсером и автором всех песен выступил Максим Фадеев.
«Плацента» записана в жанре электронной музыки, с добавлением элементов популярных, на тот момент, стилей, как например даунтемпо и джангл. Альбом отличается от предыдущих работ певицы более жёстким звучанием и более широким спектром использованных в записи электронных ударных и эффектов.
В поддержку «Плаценты» были выпущены синглы «Взгляд изнутри» и «Отпусти меня». Также на радиостанциях были популярными песни «Золотая вода» (вышедшая ещё до релиза альбома на сборнике «Джем-7») и «Я не могу».

## Реакция критики
| Оценки критиков | Оценки критиков |
| Источник        | Оценка          |
| --------------- | --------------- |
| Афиша           | (отрицательная) |
| Живой Zвук      | [ 3 ]           |
| Звуки.Ру        | (положительная) |

Пластинка получила как положительные, так и отрицательные отзывы музыкальных критиков. Ксения Рождественская на сайте «Звуки.Ру» дала альбому положительную оценку и отмечала, что работа показала эволюцию артистки по сравнению с предыдущими пластинками. «В „Плаценте“ Линда успешно балансирует между безразличием и трагизмом, окатывая слушателя то холодноватым безумием, то выверенной нервозностью», — писала критик.
В газете «Живой Zвук» пластинка получила положительную оценку. В издании поставили ей 4 с половиной балла из 5 и писали, что она стала доказательством того, что Фадеев сохранил талант автора песен и продюсера. В газете отметили, что на «Плаценте» были представлены более глубокие и продуманные аранжировки, новая мелодика и гармонии, помноженные на модные стили в диапазоне от трип-хопа до джангла.
Юрий Яроцкий из «Афиши» дал пластинке отрицательную оценку и посчитал, что в отличие от заявленной Фадеевым «модности» звучания, диск оказался вторичен: «На самом деле все звучит так, как будто сели люди, послушали кучу модных пластинок и давай записывать свою „Плаценту“».

## Список композиций
Слова и музыка всех песен — Максим Фадеев.
| №   | Название         | Длительность |
| --- | ---------------- | ------------ |
| 1.  | «Взгляд изнутри» | 4:59         |
| 2.  | «Отпусти меня»   | 4:37         |
| 3.  | «Дыханье»        | 3:35         |
| 4.  | «Дождь»          | 6:42         |
| 5.  | «Я не могу»      | 4:54         |
| 6.  | «Золотая вода»   | 4:03         |
| 7.  | «На краю»        | 3:46         |
| 8.  | «Ангелы»         | 4:37         |
| 9.  | «Там где я и ты» | 4:37         |
| 10. | «2001»           | 3:21         |

## Видеоклипы
Всего на песни из альбома было снято два клипа. Первым, в начале апреля 1999 года сняли клип на песню «Взгляд изнутри». Певица предстала в образе андрогина с красными зрачками и в смирительной рубашке, бьющегося о стены и падающего. В одном из падений Линда сломала ребро, но это не повлияло на концертный график. Первая версия клипа была запрещена цензурой, поэтому его перемонтировали. После выхода клипа Линду обвиняли в подражании Мэрилину Мэнсону.
В июне был снят клип на песню «Отпусти меня», в котором певица снова сменила имидж, представ в образе блондинки.

## Участники записи
- Линда — вокал
- Максим Фадеев — бэк-вокал, продюсирование вокала, аранжировки, программирование
- Ольга Дзусова — бэк-вокал
- Михаил Кувшинов — запись, сведение, мастеринг, продюсирование вокала
- Николай Слободчиков — звукоинженер